# Albert Lamorisse
Albert Lamorisse, född 13 januari 1922 i Paris, död 2 juni 1970, var en fransk filmskapare. Han är även känd för att 1957 ha uppfunnit brädstrategispelet Risk, under det ursprungliga namnet La Conquête du Monde.
Lamorisse var utbildad vid IDHEC. Han vann Guldpalmen för bästa kortfilm två gånger, 1953 för Vildhästen och 1956 för Den röda ballongen. Den senare tilldelades även Oscar för bästa originalmanus och Louis Delluc-priset. Lamorisse återvände till filmfestivalen i Cannes med den långa spelfilmen Det finns änglar 1965 och den korta dokumentären Versailles 1967. Han avled 1970 i en helikopterkrasch under inspelningen av vad som blev hans sista film, Le vent des amoureux, som skildrar Iran från luften. Filmen färdigställdes av Lamorisses familj och nominerades till Oscar för bästa dokumentär 1979.
Lamorisse drev sitt eget produktionsbolag Les Films de Montsouris. Han uppfann en specialutrustning för helikopterfilmning vid namn Hélivision.

## Filmografi
- Djerba (1947)
- Bim (1950)
- Vildhästen (Crin-Blanc) (1953)
- Den röda ballongen (Le Ballon rouge) (1956)
- Ballongresan (Le Voyage en ballon) (1960)
- Det finns änglar (Fifi la plume) (1965)
- Paris jamais vu (1967)
- Versailles (1967)
- Le Vent des amoureux (1978)